# Bahnhof Ferdinandshof
Der Bahnhof Ferdinandshof liegt in der Gemeinde Ferdinandshof im Landkreis Vorpommern-Greifswald. Er liegt an der Angermünde-Stralsunder Eisenbahn und war von 1892 bis 1965 Ausgangspunkt der Mecklenburg-Pommerschen Schmalspurbahn nach Friedland.
Betrieblich ist der frühere Bahnhof heute nur noch ein Haltepunkt.

## Lage
Die Station liegt am Streckenkilometer 150,2 der Angermünde-Stralsunder Eisenbahn und verläuft durch den Westen des Ortes. Angrenzende Straßen sind die Bahnhofstraße sowie die Neubrandenburger Straße und die Gundelachstraße. Nächste Station in Richtung Süden ist der rund 8 km entfernte Bahnhof Jatznick und etwa 14 km nördlich befindet sich der Bahnhof Ducherow.

## Geschichte

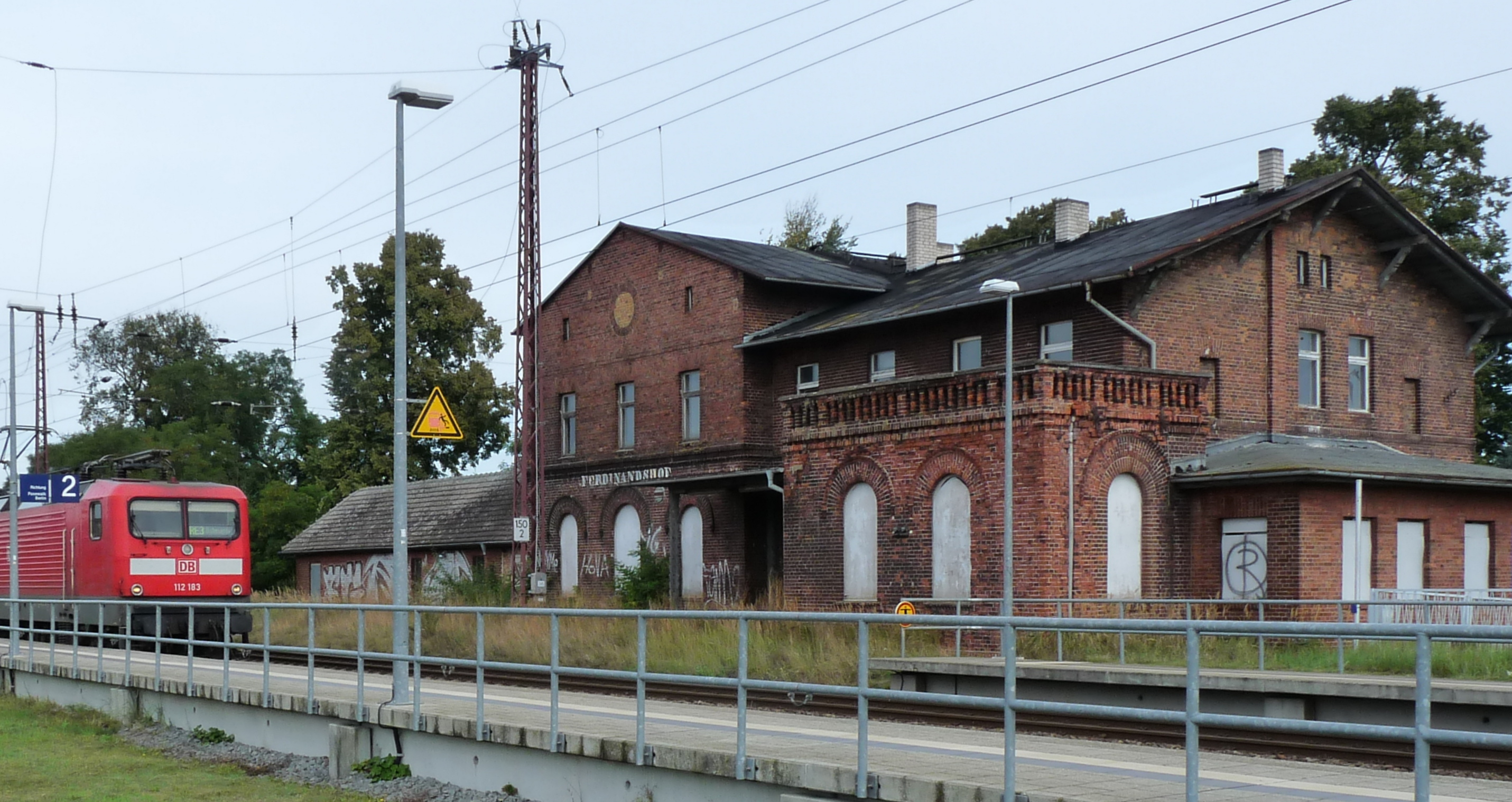
Bahnhof Ferdinandshof mit einfahrendem Zug.

Mit Betriebseröffnung der Angermünde-Stralsunder Eisenbahn im Jahre 1863 erhielt auch Ferdinandshof seinen Bahnhof und verfügte über Bahnanschlüsse nach Anklam, Greifswald und Pasewalk. Über Berlin und Stettin bestand Anschluss an das weitere Schienennetz.
Im Empfangsgebäude waren Fahrdienstleiter und Bahnhofvorsteher beherbergt. Außerdem befanden sich dort Fahrkartenausgabe und Gepäckabfertigung, die jährlich 50.000 Reisende bedienten und über 8 t Reisegepäck verfrachteten. Kunden stellten 650 Gepäckstücke zur Aufbewahrung unter. Ferdinandshof verfügte über volle Abfertigungsbefugnisse im Binnen- und im internationalen Bahnverkehr.
Im Güterverkehr wurden um die 35.000 Tonnen Wagenladungsfracht abfertigt. 27.500 Tonnen wurden verladen und 7.000 Tonnen kamen im Bahnhof an. Zudem verließen mehr als 4.500 Stück Vieh den Bahnhof. Als das deutsche Heer noch über Kavallerietruppen verfügte, wurden Pferde mit der Bahn von Ferdinandshof an ihren Verwendungsort transportiert. Bis nach dem Zweiten Weltkrieg fanden jährlich Hengstschauen in Ferdinandshof statt. Dann hielten dort Schnellzüge außerplanmäßig, um den Besuchern eine günstige Verkehrsanbindung zu bieten.
Anfang der 1950er Jahre wurden in der Ueckermünder Heide Übungsplätze und Kasernen für die damalige Kasernierte Volkspolizei errichtet. Ab 1953 reichten nun die Bahnhöfe und -anlagen auf der Strecke nach Ueckermünde nicht mehr aus, so dass auch Ferdinandshof und Jatznick der Entlastung dienten.
Am 26. April 1988 geschah nahe dem Ort ein Eisenbahnunfall. Als wegen Elektrifizierungsarbeiten nur ein Gleis befahrbar war, überfuhr der Lokführer des verspäteten D 502 nach Stralsund das „Halt“ gebietende Ausfahrsignal des Bahnhofs Ferdinandshof mit ca. 90 km/h. Die Strecke war seinerzeit noch nicht mit Indusi ausgerüstet, so dass der Zug nicht zwangsgebremst wurde. Er stieß auf freier Strecke frontal mit einem regelkonform in der Gegenrichtung fahrenden Schnellzug zusammen. Dessen Lokpersonal erkannte die Gefahr, konnte seinen Zug noch vor dem Aufprall zum Stillstand bringen, und verließ rechtzeitig die Lokomotive. Nach einer spät eingeleiteten Notbremsung kletterte die Lok 132 556 des D 502 noch mit etwa 55 km/h auf die stehende Lok 132 163 auf, so dass auch deren Lokführer körperlich unverletzt blieb. Die 132 163 wurde dabei dermaßen zertrümmert, dass sie am Unfallort zerlegt werden musste. Es waren zwei Todesopfer und 32 Verletzte unter den Reisenden sowie ein Millionenschaden zu beklagen.
Den Bahnhof Ferdinandshof bedienten täglich vier bis fünf Personen- und zwei Güterzüge in jede Richtung. In Spitzenzeiten waren es 40 Schnell- und 65 bis 75 Güterzüge, die den Bahnhof durchfuhren. Heute sind alle Abfertigungsanlagen außer Betrieb. Seit 1994 ist der Güterverkehr eingestellt. Die entsprechenden Anlagen sind unbrauchbar oder komplett abgebaut. Der Bahnhof wurde zu einem Haltepunkt. Seit dem 19. April 2005 wird Ferdinandshof durch die Betriebszentrale in Berlin über einen Stellrechner in Anklam gesteuert und ist nicht mehr örtlich besetzt. Bis in die 1990er Jahre waren 15 Eisenbahner vor Ort tätig. Die früher gut besuchten Bahnhofsgaststätten in den Empfangsgebäuden des Regelspur- wie auch das Schmalspurbahnhofs sind geschlossen. Die Wohnungen in den früheren Eisenbahnhäusern sind heute in einem sehr maroden Zustand.
Das ehemalige Empfangsgebäude ist noch vollständig erhalten. Nach dem Ende der Besetzung des Bahnhofes wurden Diensträume und Gaststätte zu Wohnraum umgebaut. Heute wird es nicht mehr für Bahnzwecke genutzt.

## Anlagen des Normalspurbereiches
Einst besaß der Bahnhof insgesamt sechs Gleise, je drei Haupt- und Nebengleise. Die Hauptgleise besaßen zwei 220 m lange Bahnsteige für den Personenverkehr. Die drei Nebengleise wurden zum Beladen genutzt. Die kompletten Bahnhofsanlagen zwischen den Einfahrsignalen erstreckten sich von den Streckenkilometern 149,645 bis 151,986. Die Länge aller Gleise innerhalb des Bahnhofs Ferdinandshof betrugen insgesamt 5 km.
Von zwei Stellwerken wurden 14 Weichen, acht Hauptsignale und die Schrankenanlagen bedient. Für die Kommunikation zu den Nachbarbahnhöfen gab es Streckenfernsprech- und Zugmeldeanlagen. Innerhalb des Bahnhofs waren Bahnhofsfernsprechverbindungen zwischen den beiden Stellwerken und vom Fahrdienstleiter zum Bahnübergang vorhanden. Ein Kleinbasa mit zehn Anschlüssen verband alle Dienstposten mit dem reichsbahnweiten Fernsprechnetz.
Für den Güterverkehr gab es auf einer ca. 150 m langen und 20 m breiten Ladestraße eine kombinierte Kopf- und Seitenrampe, etwa 180 m² groß, mit einer Tragfähigkeit von 60 t. Zudem existierten für den Güterverkehr ein Gleiswaage und Lademaß. An- und Abfuhr der Güter wurde durch einen Rollfuhrbetrieb auf Wunsch der Empfänger gegen Entgelt übernommen.

## Ehemaliger Schmalspurbahnhof
Am 1. Oktober 1892 ging die Mecklenburg-Pommersche Schmalspurbahn, kurz MPSB, mit der Spurweite 600 mm in Betrieb. Ferdinandshof wurde neben Anklam zu einem wichtigen Übergangspunkt zwischen Schmalspur- und Normalspurbahn im Personen- und Güterverkehr. Im westlichen Teil des Schmalspurbahnhofs lagen die Anlagen und Gleise des Güterverkehrs. Durch die Schmalspurbahn waren auch das Remonteamt Ferdinandshof mit Grünlandgebieten in Vorpommern und Mecklenburg-Strelitz verbunden, woher große Mengen an Grün- und Trockenfutter bezogen wurden. Außerdem diente die Bahnstrecke der Abfuhr der landwirtschaften Erzeugnisse zu den entsprechenden Betrieben und der Zufuhr von Gütern zu örtlich ansässigen Unternehmen.
Im Ferdinandshofer Kleinbahnhof lagen neun Gleise von einer Gesamtlänge von etwa 1250 m. Zu den dortigen Bahnanlagen zählten ein Lokomotivschuppen, eine Kohlenbanse, eine Drehscheibe mit einem Durchmesser von 9 m, ein Empfangsgebäude und ein Aborthäuschen. Der Bahnsteig befand sich gegenüber vom Bahnhofsgebäude. Die Drehscheibe wurde 1945 demontiert. Zum Wenden der Lokomotiven entstand zwei Jahre später ein Gleisdreieck.
Auf der Schmalspurbahn fuhren nur ein bis zwei gemischte Zugpaare am Tag. Manchmal verkehrten sie auch nur an bestimmten Wochentagen. In Herbst- und Frühjahrszeiten zum Abtransport von Ernte- und Landwirtschaftserzeugnissen war die Nachfrage besonders hoch. Bei Bedarf verkehrten sogar einige Sonderzüge. Nach dem Zweiten Weltkrieg wurden fast alle Gleise und Bahnanlagen der MPSB als Reparationsleistung demontiert. Allerdings stellte sich dies für die Besatzungsmacht als großer Fehler heraus. Es kam zwischenzeitlich zum teilweisen Wiederaufbau. Durch die Melioration der Friedländer Großen Wiese und den dann möglichen Bau leistungsfähiger Straßen konnte das Fehlen der Schmalspurbahn kompensiert werden.
Am 30. November 1960 wurde der Betrieb eingestellt und anschließend die Strecke abgebaut.
Der Verein der Mecklenburg-Pommerschen Schmalspurbahnfreunde e. V. aus der Gemeinde Galenbeck-Schwichtenberg bemüht sich seit einigen Jahren, die Strecke noch so weit wie möglich zu erhalten. Seine Mitglieder bauten ca. 2,5 km der Strecke mit drei Stationen wieder auf und betrieben dort saisonal einen kleinen Eisenbahnbetrieb.

## Verkehr
Ferdinandshof wird von der Regional-Express-Linie RE 3, die zwischen Bahnhof Jüterbog und Stralsund Hbf verkehrt, im Zweistundentakt bedient. Seit Dezember 2023 hält dort auch die ebenfalls im Zweistundentakt verkehrende Linie RE 10 Stralsund – Pasewalk. Alle Intercity-Züge durchfahren den Haltepunkt ohne Halt.